# プライマリー・ギルド
『プライマリー・ギルド』は、鈴木裕之が製作したファンタジーRPG。
1990年9月にプライマリー・ギルド・オフィスから『アドベンチャラーズ・ターシャリー・ギルドⅠ』『ルーンマスターズ・プライマリー・ギルドⅠ』の二冊が出版された
（発売元は株式会社新聞印刷）。

## 概要
剣と魔法の世界プライマリー・ギルド・ワールドを舞台にしたファンタジーRPG。
PCはこの世界で、様々な洞窟や遺跡を探索したり、魔物退治をしたり、人々の依頼を受けたりする。

## システム

### 行為判定
行為判定システムは、100面ダイス（1D100）によるパーセンテージロールであり、
修正を加えた目標値以下の値の出目が出ると成功となる。
「W（Double）」の指示があれば目標値を2倍にして判定を行なう。
「T（Triple）」の指示があれば目標値を3倍にして判定を行なう。
01から05の出目は自動的成功となる。特に01の出目はクリティカル（決定的成功）となる。
96から00の出目は自動的失敗となる。特に00の出目はファンブル（致命的失敗）となる

### ラック
ラック（運）を消費することで、ダイスの目を変えることができる。
また、ダメージによってフィジカル・ポイント（肉体的耐久力）が減少する際、代わりに同じ値のラックを減少させることができる。
ラックの初期値はカリスマ（魅力）によって決定され、1時間に1点回復する。

## レースとクラス

### レース（種族）
- エルフ - 人間に近い体格と、繊細な顔立ちを持つ。
- ドワーフ - 人間より背が低く、がっしりした体格を持つ。顔には髭を生やしている。
- プレイリー・フォーク - 人間の半分ほどの背丈と、子供のような顔立ちを持つ。全体としてはのんき者が多い。
- 人間 - 特に説明のいらない、普通の人間。
- ハーフ - 「人間とドワーフ」など人間との混血だけでなく、「エルフ・ドワーフ」「エルフ・プレイリー」「プレイリー・ドワーフ」も存在する。

### クラス
- アドベンチャラー - 冒険者。冒険を生きがいとする者。何でも一通りこなせる。
- ファイター - 戦士。剣と鎧と盾を使う。戦闘以外のことには不向き。
- ナイト - 騎士。馬と戦いを愛し、名誉を重んじる者。
- シーフ - 盗賊。富と事由に重きを置く特殊技術者。
- プリースト - 僧侶。神に仕え、教えを広めることで世界を救おうとする者。

「アール（統治）」「バイボンフェイス（死）」「ルール（戦）」「ジルリアイス（狩猟）」「ノイア（月）」「サラ（愛）」「オビウス（海）」「ノビウス（土）」「ミギウス（医療）」「イガー（正義）」「オウス（自然）」「ラズドラル（商売）」「ドール（悪）」いずれかの神を信仰する。
- アセティック - 行者。人間の能力を極限まで引き出し、神に近づこうとする者。独自の呪文を使える。「ヒーラー」「ファキア」いずれかの生き方を選択する。
- エレメンタル・マスター - 精霊使い。自然の中にあり、精霊に語りかけることで魔法を使う。独自の呪文を使える。「地」「水」「火」「風」いずれかの精霊を選択する。
- ルーン・マスター - 魔法使い。知識と力の探究者。独自の呪文を使える。「エンチャンター」「コンジャラー」「ネクロマンサー」いずれかの系統を選択する。